# Großzähnige Pappel
Die Großzähnige Pappel (Populus grandidentata) ist ein Laubbaum aus der Gattung der Pappeln in der Familie der Weidengewächse. Ihr natürliches Verbreitungsgebiet liegt im Osten von Kanada und der USA. 

## Beschreibung

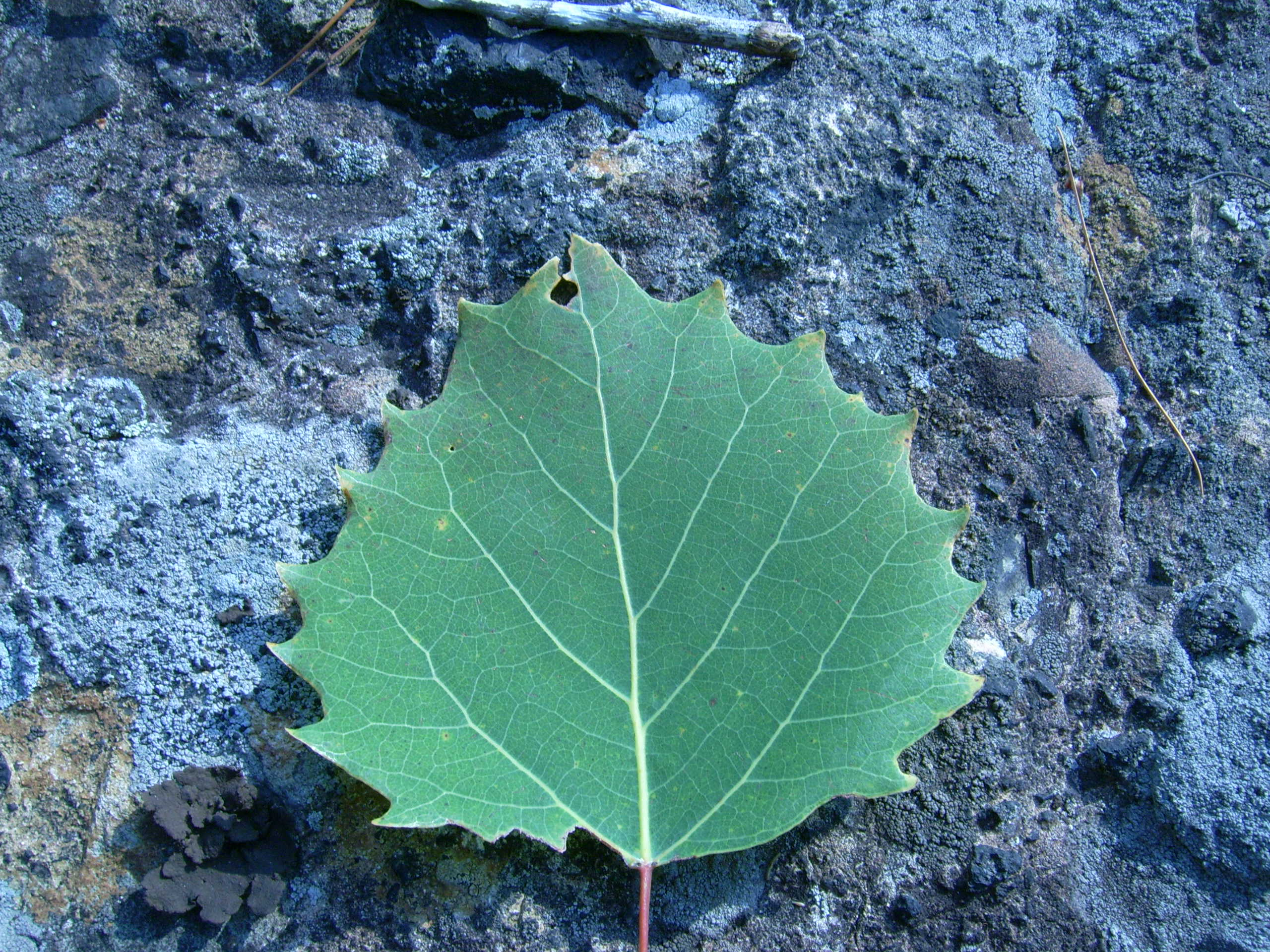
Einzelnes Blatt

Die Großzähnige Pappel ist ein mittelgroßer, bis zu 35 Meter hoher, anfangs rasch wüchsiger Laubbaum, der Brusthöhendurchmesser von 1,4 Meter erreichen kann. Der Stamm ist hellgrau, bei jungen Bäumen glatt, bei älteren gefurcht. Die Zweige sind ziemlich dick, anfangs graufilzig behaart, später glänzend braun, die Knospen sind ebenfalls graufilzig behaart. Die Blätter unterscheiden sich abhängig davon, ob sie an Kurztrieben oder Langtrieben stehen. Blätter an Langtrieben haben eine eiförmige, 7 bis 10 Zentimeter lange, zugespitzte Blattspreite mit abgestutzter bis breit keilförmiger Basis und grob buchtig gezähntem Blattrand. Die Blattoberseite ist dunkelgrün, die Unterseite anfangs graufilzig, später kahl und blaugrün. Blätter an Kurztrieben sind elliptisch, scharf gesägt mit einem langen, dünnen, 2,5 bis 6 Zentimeter langen Stiel. Die Blüten sind wie bei allen Pappeln zweihäusig verteilt. Die männlichen Blüten sind in 3,5 bis 6 Zentimeter langen Kätzchen angeordnet. Die Tragblätter sind gelappt und lang gefranst. Männliche Blüten haben sechs bis zwölf Staubblätter, weibliche Blüten vier Griffel. Die Früchte sind in 6 bis 12 Zentimeter langen Kätzchen angeordnet.
Die Art blüht von März bis Mai, die Früchte reifen von Mai bis Juni. 
Die Chromosomenzahl beträgt {\displaystyle 2n=38}.

## Verbreitung und Standort
Das natürliche Verbreitungsgebiet liegt in Nordamerika im Osten von Kanada in den Provinzen New Brunswick, Nova Scotia, Ontario, Prince Edward Island, Québec und im Südosten von Manitoba. In den USA findet man die Art in den nordöstlichen, nördlich-zentralen und südöstlichen Bundesstaaten. Dort wächst sie in artenarmen Wäldern von Seehöhe bis in 1000 Metern auf mäßig trockenen bis frischen, sandigen, sauren bis neutralen Böden an sonnigen Standorten. Die Art ist frosthart.

## Systematik und Forschungsgeschichte
Die Großzähnige Pappel (Populus grandidentata) ist eine Art aus der Gattung der Pappeln (Populus) in der Familie der Weidengewächse (Salicaceae). Sie wurde von André Michaux 1803 erstbeschrieben. Sie wird von manchen Autoren als Populus tremula subsp. grandidentata (Michx.) Á. Löve & D. Löve als Unterart der Zitter-Pappel (Populus tremula) angesehen.

## Verwendung
Das Holz der Großzähnigen Pappel wird sehr selten wirtschaftlich genutzt.

## Nachweise